# Pruvotia sopita
Pruvotia sopita is een Solenogastressoort uit de familie van de Rhopalomeniidae. De wetenschappelijke naam van de soort is voor het eerst geldig gepubliceerd in 1891 door Pruvot.